# Heinkel He 116
Heinkel He 116 là một loại máy bay chở thư tín tầm xa, nó được thiết kế để chở thư giữa Đức và Nhật Bản. Ngoài ra còn một số khác được dùng làm máy bay trinh sát.

## Tính năng kỹ chiến thuật (He 116A)

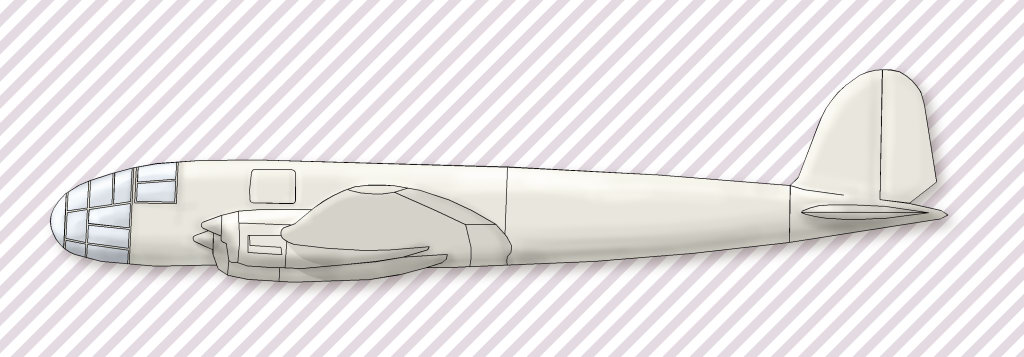
He 116

Đặc điểm tổng quát
- Kíp lái: 3 - 4
- Chiều dài: 44 ft 11 in (13,70 m)
- Sải cánh: 72 ft 2 in (22 m)
- Chiều cao: 10 ft 10 in (3,3 m)
- Diện tích cánh: 677 ft² (62,9 m²)
- Trọng lượng rỗng: 8.930 lb (4.050 kg)
- Trọng lượng có tải: 15.720 lb (7.130 kg)
- Động cơ: 4 × Hirth HM 508C, 244 hp (182 kW)  mỗi chiếc

 Hiệu suất bay 
- Vận tốc cực đại: 202 kt (233 mph, 375 km/h)
- Tầm bay: 1.900 nm (2.170 mi, 3.500 km)
- Trần bay: 24.900 ft (7.600 m)
- Tải trên cánh: 23 lb/ft² (113 kg/m²)
- Công suất/trọng lượng: 0,06 hp/lb (100 W/kg)

## Quốc gia sử dụng
- Germany
- Manchukuo

### Chuỗi định danh
He 113 - 
He 114 - 
He 115 - 
He 116 -
Hs 117 - 
He 118 - 
He 119

### Danh sách
- Danh sách máy bay quân sự của Đức